# Te Huia Falls
Die Te Huia Falls sind ein Wasserfall bislang nicht ermittelter Fallhöhe im Gebiet der Ortschaft Awarua in der Region Northland auf der Nordinsel Neuseelands. Er liegt im Lauf des Awarua River, der wenige Kilometer weiter südlich in den Mangakahia River mündet, einen Nebenfluss des Wairoa River.
Der Wasserfall befindet sich am New Zealand State Highway 15.